# Diocesi di Worcester (Stati Uniti d'America)
La diocesi di Worcester (in latino Dioecesis Wigorniensis) è una sede della Chiesa cattolica negli Stati Uniti d'America suffraganea dell'arcidiocesi di Boston. Nel 2023 contava 294.300 battezzati su 863.000 abitanti. È retta dal vescovo Robert Joseph McManus.

## Territorio
La diocesi comprende la contea di Worcester, nel Massachusetts, Stati Uniti.
Sede vescovile è la città di Worcester, dove si trova la cattedrale di San Paolo (Saint Paul's Cathedral). A Webster sorge la basilica minore di San Giuseppe.
Il territorio si estende su 3.966 km² ed è suddiviso in 91 parrocchie.

## Storia
La diocesi è stata eretta il 14 gennaio 1950 con la bolla Ad animarum bonum di papa Pio XII, ricavandone il territorio dalla diocesi di Springfield.

## Cronotassi dei vescovi
Si omettono i periodi di sede vacante non superiori ai 2 anni o non storicamente accertati.
- John Joseph Wright † (28 gennaio 1950 - 23 gennaio 1959 nominato vescovo di Pittsburgh)
- Bernard Joseph Flanagan † (8 agosto 1959 - 31 marzo 1983 ritirato)
- Timothy Joseph Harrington † (1º settembre 1983 - 27 ottobre 1994 ritirato)
- Daniel Patrick Reilly † (27 ottobre 1994 - 9 marzo 2004 ritirato)
- Robert Joseph McManus, dal 9 marzo 2004

## Statistiche
La diocesi nel 2023 su una popolazione di 863.000 persone contava 294.300 battezzati, corrispondenti al 34,1% del totale.
| anno | popolazione | popolazione | popolazione | presbiteri | presbiteri | presbiteri | presbiteri                | diaconi | religiosi | religiosi | parrocchie |
| anno | battezzati  | totale      | %           | numero     | secolari   | regolari   | battezzati per presbitero | diaconi | uomini    | donne     | parrocchie |
| ---- | ----------- | ----------- | ----------- | ---------- | ---------- | ---------- | ------------------------- | ------- | --------- | --------- | ---------- |
| 1950 | 266.723     | 541.247     | 49,3        | 389        | 259        | 130        | 685                       |         | 169       | 715       | 99         |
| 1966 | 348.274     | 612.000     | 56,9        | 544        | 325        | 219        | 640                       |         | 389       | 1.178     | 128        |
| 1970 | 345.096     | 633.500     | 54,5        | 521        | 313        | 208        | 662                       |         | 322       | 1.144     | 131        |
| 1976 | 344.674     | 637.969     | 54,0        | 501        | 336        | 165        | 687                       |         | 272       | 778       | 128        |
| 1980 | 331.000     | 646.000     | 51,2        | 301        | 301        |            | 1.099                     | 29      | 94        | 770       | 128        |
| 1990 | 327.968     | 654.000     | 50,1        | 402        | 274        | 128        | 815                       | 54      | 224       | 634       | 128        |
| 1999 | 302.000     | 790.705     | 38,2        | 359        | 242        | 117        | 841                       |         | 107       | 491       | 126        |
| 2000 | 308.327     | 790.705     | 39,0        | 389        | 273        | 116        | 792                       | 77      | 196       | 446       | 129        |
| 2001 | 306.213     | 790.705     | 38,7        | 389        | 273        | 116        | 787                       | 76      | 195       | 446       | 126        |
| 2002 | 304.930     | 750.960     | 40,6        | 384        | 275        | 109        | 794                       | 66      | 192       | 461       | 126        |
| 2003 | 390.657     | 762.207     | 51,3        | 373        | 265        | 108        | 1.047                     | 76      | 191       | 459       | 126        |
| 2004 | 369.096     | 762.207     | 48,4        | 323        | 210        | 113        | 1.142                     | 74      | 198       | 461       | 126        |
| 2010 | 392.404     | 807.000     | 48,6        | 281        | 180        | 101        | 1.396                     | 94      | 169       | 334       | 116        |
| 2014 | 404.000     | 831.000     | 48,6        | 256        | 168        | 88         | 1.578                     | 105     | 150       | 217       | 102        |
| 2017 | 279.749     | 821.125     | 34,1        | 256        | 176        | 80         | 1.092                     | 112     | 131       | 222       | 97         |
| 2020 | 285.630     | 838.430     | 34,1        | 238        | 166        | 72         | 1.200                     | 106     | 131       | 191       | 96         |
| 2022 | 294.000     | 862.111     | 34,1        | 227        | 163        | 64         | 1.295                     | 102     | 123       | 169       | 96         |
| 2023 | 294.300     | 863.000     | 34,1        | 223        | 165        | 58         | 1.319                     | 107     | 112       | 166       | 91         |